# Ján Cuper
Pour les articles homonymes, voir Cuper.
Ján Cuper, né le 25 novembre 1946 à Dubová (Tchécoslovaquie) et mort le 5 février 2025 à Bratislava (Slovaquie), est un homme politique slovaque.

## Biographie

### Jeunesse et formation
Né à Dubová situé à l'époque en Tchécoslovaquie, Ján Cuper étudie le droit à l'université Comenius, dont il obtient le diplôme en 1975.
En 1983, il défend sa candidature dans la même université et trois ans plus tard, il rejoint le Parti communiste tchécoslovaque.

### Carrière politique
Après la révolution de Velours, Ján Cuper devient actif en tant qu'organisateur de rassemblements pour l'indépendance de la Slovaquie. En 1992, il fait partie populaire du Mouvement pour une Slovaquie démocratique à conseil national.
Bien qu'il n'ait pas réussi à défendre son mandat lors des élections législatives slovaques de 2002, il reste au parlement en remplacement de Sergej Kozlík, qui été élu député européen.
Il quitte le parti en 2006 après que la direction ait refusé de l'inclure sur sa liste pour les élections législatives slovaques de 2006, en raison d'un accident de conduite en état d'ivresse. Par la suite, il tente plusieurs retours politiques infructueux avec le Parti national slovaque ainsi qu'avec le Parti populaire Notre Slovaquie.
Jusqu'en 2017, il enseigne le droit à l'université Comenius ainsi que dans d'autres universités.

### Vie privée et mort
Ján Cuper est marié avec Svetlana Ilavská. En 2007, à l'âge de 61 ans, il gravit le mont Kilimandjaro.
Le 5 février 2025, Ján Cuper s'est effondré et est décédé alors qu'il prononçait un discours dans un pub de Bratislava à l'âge de 78 ans.